# New York Tribune Building
Das New York Tribune Building war ein Hochhaus in New York City und Sitz der New York Tribune. Das 1875 fertiggestellte Gebäude stand in Lower Manhattan gegenüber der City Hall und nahe der Brooklyn Bridge und wurde 1966 abgerissen.

## Beschreibung

### Geschichte
Die New York Tribune wurde 1841 von Horace Greeley gegründet und war eine der großen Zeitungen der Stadt. Nach dem Tod Greeleys im Jahre 1872 wurde sie landesweit zu den führenden Tageszeitungen und man beschloss den Bau eines neuen Firmensitzes. Das neunstöckige Hochhaus wurde von Richard Morris Hunt entworfen. Die Bauarbeiten begannen 1873 an der Adresse 89 Park Row im Financial District von Manhattan an dem Ort, wo die Nassau Street auf die Spruce Street trifft. 1875 wurde das Tribune Building fertiggestellt und war mit 79 Meter bis zur Turmspitze das höchste Gebäude in der Gegend. Annähernd so hoch war nur das Western Union Telegraph Building auf der gegenüberliegenden Seite des City Hall Parks. Beide Gebäude gelten als erste Wolkenkratzer der Welt. Auffälligstes Merkmal ist das Uhrentürmchen an der Südwestecke. Mit dem Bau des Potter Building und des New York Times Building entwickelte sich die Park Row in den späten 1880er-Jahren zu einem Ballungsraum von Wolkenkratzern. Nach dem Bau des Pulitzer Building, des Hauptsitzes der New York World, nur einen Block nördlich des Tribune Building ging der Titel des höchsten Bürogebäudes der Welt an die fortan nur Newspaper Row genannte Straße. 1906 richtete die heutige Pace University in dem Gebäude sein erstes Klassenzimmer ein.

### Umbau
1903 wurde das New York Tribune Building um einige Stockwerke aufgestockt und erreichte mit 19 Etagen und 102 Meter (335 Fuß) bis zur Turmspitze nun die Höhe der umliegenden Gebäude. Dieser Umbau wurde von D'Oench & Yost verantwortet.

### Abriss
1965 begann der Abbruch des geschichtsträchtigen Hochhauses. Die Arbeiten wurden 1966 beendet und auf der Fläche errichtete die Pace University den Gebäudekomplex One Pace Plaza als ihren neuen Hauptsitz.

## Ansichten

Das Gebäude kurz nach der Fertigstellung
Detailansicht der Turmspitze
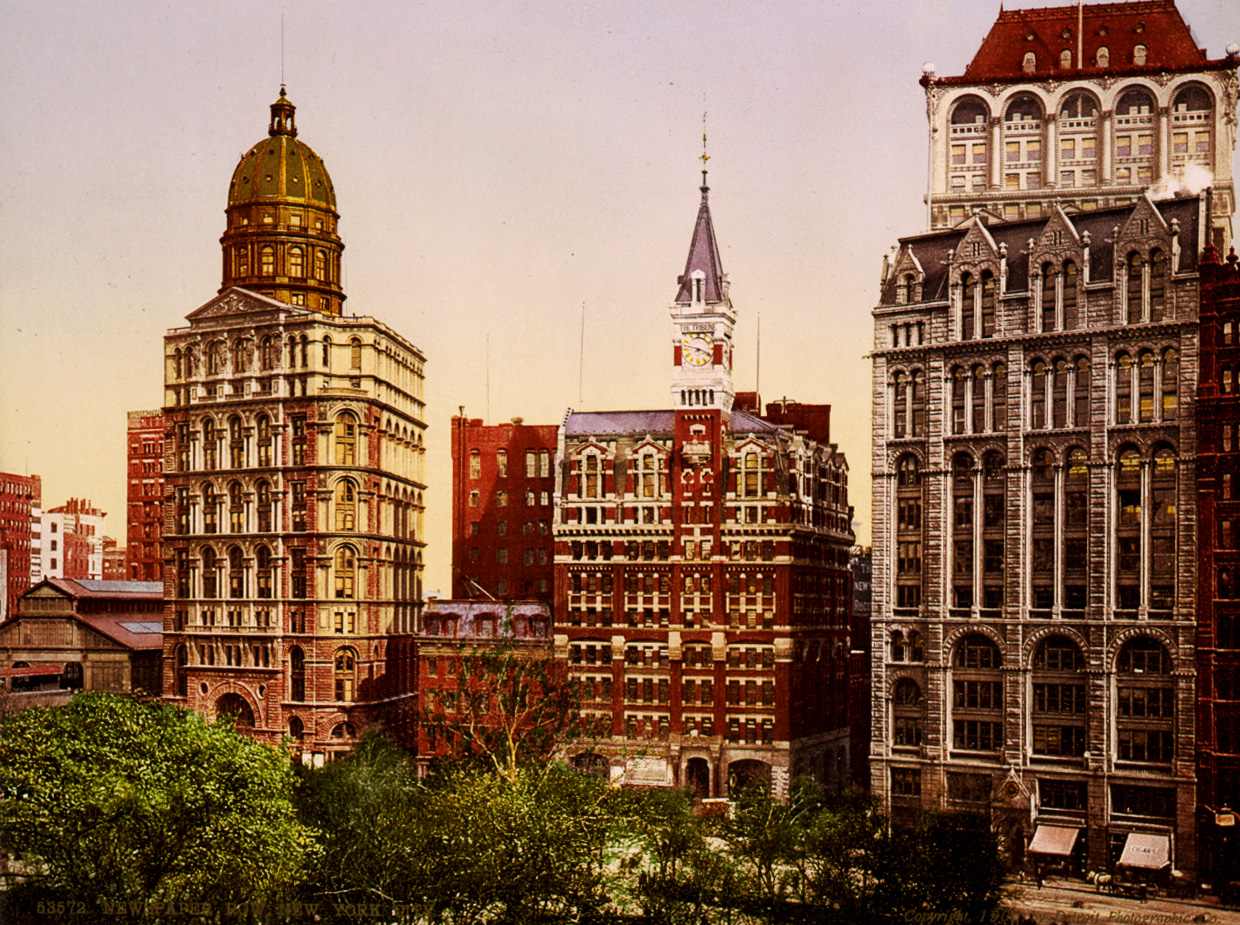
Die Newspaper Row um 1900, in der Mitte das Tribune Building
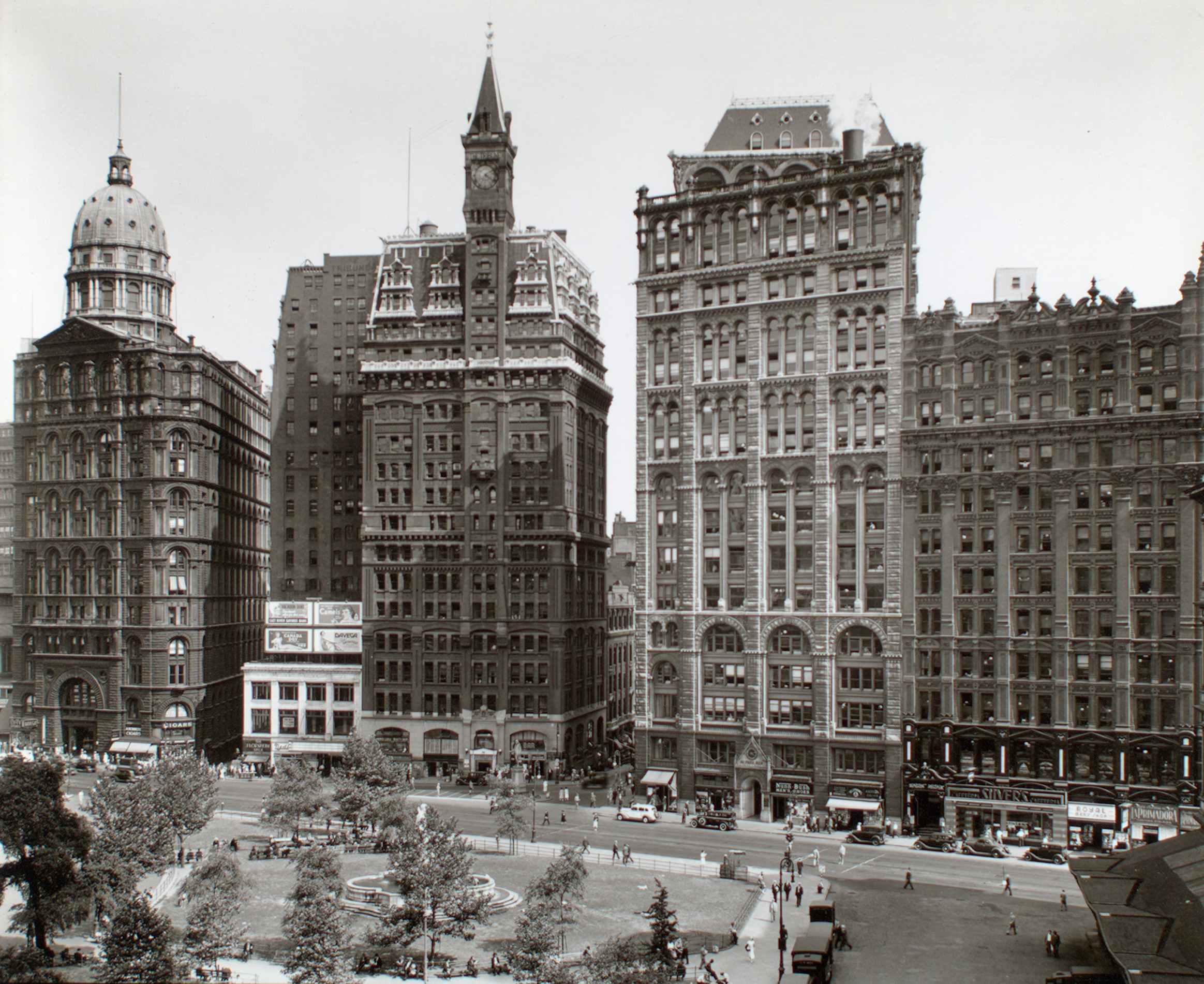
Ansicht von 1936
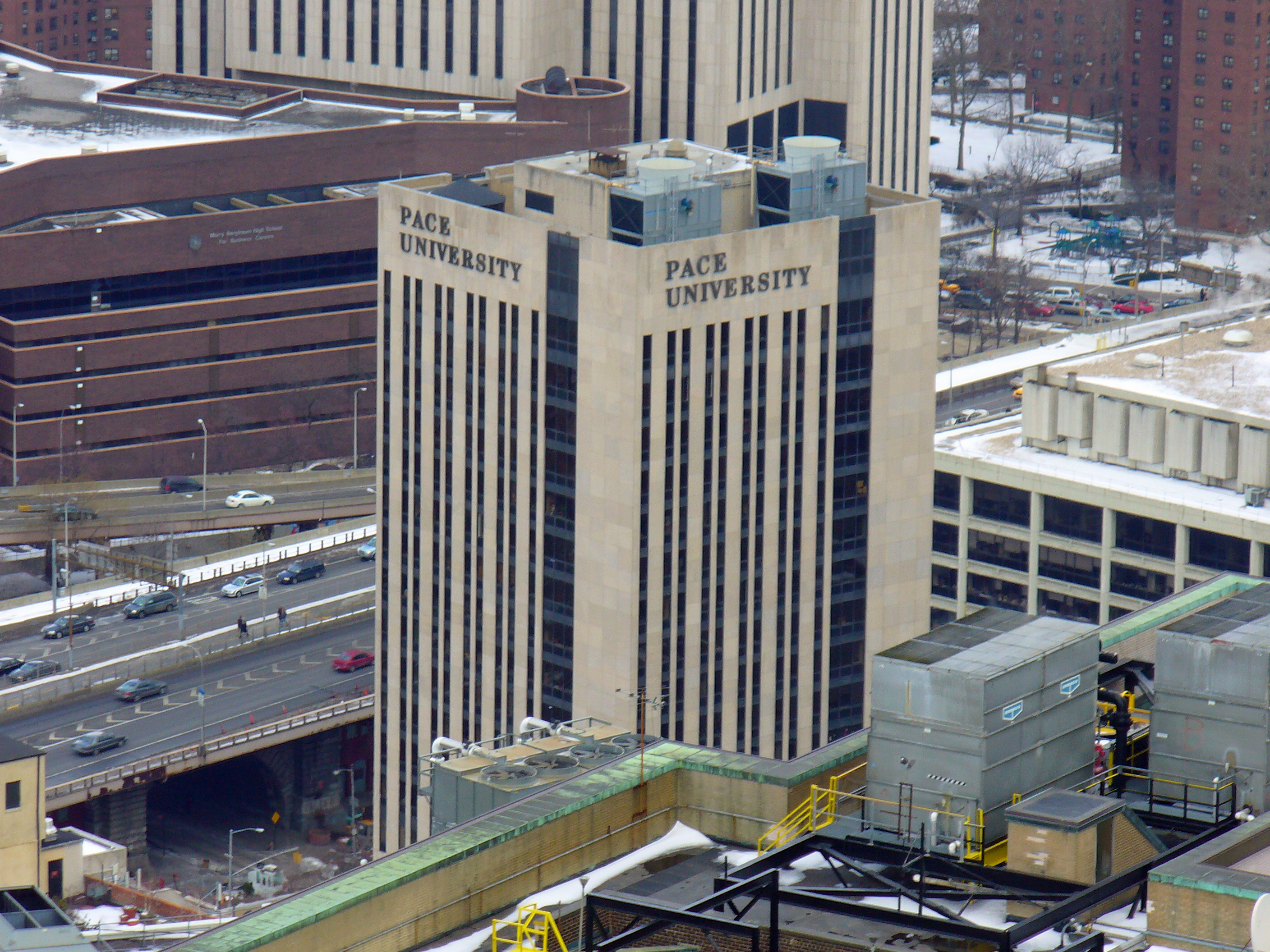
Das an Stelle des Tribune Building erbaute One Pace Plaza (Maria's Tower)